# 宋丹
宋丹（ソン・タン、1990年7月5日 - ）は、中国四川省成都市の温江区出身の女子やり投選手。2008年に開催された北京オリンピックに出場したものの、予選42位に終わり決勝進出はならなかった。
彼女の自己最高記録は2008年3月に成都市で記録した60.68メートルである。
またネット上での中国の五輪選手人気投票では飛込競技の郭晶晶に次ぐ2位に入った。